# Lee Kang-min
Đây là một tên người Triều Tiên, họ là Lee.
Lee Kang-Min (sinh ngày 29 tháng 8 năm 1985) là một cầu thủ bóng đá Hàn Quốc.
Năm 2007, anh gia nhập đội bóng tại Giải Quốc gia Hàn Quốc Gangneung City FC. Ở Gangneung, anh ra sân 35 trận và có 6 bàn thắng.
Ngày 20 tháng 11 năm 2008, Gangwon tuyển Lee tại đợt tuyển quân K League 2009.

## Thống kê sự nghiệp câu lạc bộ
Tính đến 2 tháng 8 năm 2009
| Thành tích câu lạc bộ | Thành tích câu lạc bộ | Thành tích câu lạc bộ  | Giải vô địch | Giải vô địch | Cúp     | Cúp       | Cúp Liên đoàn | Cúp Liên đoàn | Tổng cộng | Tổng cộng |
| Mùa giải              | Câu lạc bộ            | Giải vô địch           | Số trận      | Bàn thắng    | Số trận | Bàn thắng | Số trận       | Bàn thắng     | Số trận   | Bàn thắng |
| Hàn Quốc              | Hàn Quốc              | Hàn Quốc               | Giải vô địch | Giải vô địch | Cúp KFA | Cúp KFA   | League Cup    | League Cup    | Tổng cộng | Tổng cộng |
| --------------------- | --------------------- | ---------------------- | ------------ | ------------ | ------- | --------- | ------------- | ------------- | --------- | --------- |
| 2007                  | Gangneung City        | Giải Quốc gia Hàn Quốc | 13           | 3            | 0       | 0         | -             | -             | 13        | 3         |
| 2008                  | Gangneung City        | Giải Quốc gia Hàn Quốc | 22           | 3            | 1       | 0         | -             | -             | 23        | 3         |
| 2009                  | Gangwon FC            | K League               | 6            | 0            | 2       | 0         | 4             | 0             | 12        | 0         |
| Tổng cộng sự nghiệp   | Tổng cộng sự nghiệp   | Tổng cộng sự nghiệp    | 41           | 6            | 3       | 0         | 4             | 0             | 48        | 6         |

## Danh hiệu

### Câu lạc bộ
Chuncheon FC
- Challengers League
  - Á quân: 2012

### Cá nhân
- Cầu thủ xuất sắc nhất năm của KFA Challengers League: 2012